# Karl Geiger
Karl Geiger (Oberstdorf, 11 febbraio 1993) è un saltatore con gli sci tedesco.

## Biografia
In Coppa del Mondo ha esordito il 24 novembre 2012 a Lillehammer (21°) e ha ottenuto il primo podio il 23 novembre 2013 a Klingenthal (2°). Ai XXIII Giochi olimpici invernali di Pyeongchang 2018, suo esordio olimpico, ha vinto la medaglia d'argento nella gara a squadre e si è classificato 10º nel trampolino normale e 7º nel trampolino lungo; il 3 marzo dello stesso anno ha colto a Lahti la sua prima vittoria in Coppa del Mondo; l'anno successivo ai Mondiali di Seefeld in Tirol, suo esordio iridato, ha vinto la medaglia d'oro nella gara a squadre e nella gara a squadre mista, quella d'argento nel trampolino lungo ed è stato 18º nel trampolino normale. Ai Mondiali di volo di Planica 2020 ha vinto la medaglia d'oro nella gara individuale e quella d'argento nella gara a squadre, mentre ai Mondiali di Oberstdorf 2021 ha conquistato la medaglia d'oro nella prova a squadre mista dal trampolino normale e nella gara a squadre dal trampolino lungo, la medaglia d'argento nel trampolino normale e quella di bronzo nel trampolino lungo. Nella stagione 2020-2021 ha vinto la Coppa del Mondo di volo; l'anno dopo ai XXIV Giochi olimpici invernali di Pechino 2022 ha vinto la medaglia di bronzo nel trampolino lungo e nella gara a squadre e e si è classificato 15º nel trampolino normale e 9º nella gara a squadre mista e ai successivi Mondiali di volo di Vikersund 2022 ha vinto la medaglia d'argento nella gara a squadre e si è piazzato 8º in quella individuale. Ai Mondiali di Planica 2023 ha vinto la medaglia d'oro nella gara a squadre mista, quella di bronzo nel trampolino normale e si è piazzato 8º nel trampolino lungo e 5º nella gara a squadre; l'anno dopo ai Mondiali di volo di Tauplitz 2024 ha vinto la medaglia di bronzo nella gara a squadre ed è stato 19º in quella individuale. Ai Mondiali di Trondheim 2025 si è classificato 4º nel trampolino normale, 21º nel trampolino lungo e 4º nella gara a squadre.

## Palmarès

### Olimpiadi
- 3 medaglie:
  - 1 argento (gara a squadre a Pyeongchang 2018)
  - 2 bronzi (trampolino lungo, gara a squadre a Pechino 2022)

### Mondiali
- 9 medaglie:
  - 5 ori (gara a squadre dal trampolino lungo, gara a squadre mista dal trampolino normale a Seefeld in Tirol 2019; gara a squadre mista dal trampolino normale, gara a squadre dal trampolino lungo a Oberstdorf 2021; gara a squadre mista a Planica 2023)
  - 2 argenti (trampolino lungo a Seefeld in Tirol 2019; trampolino normale a Oberstdorf 2021)
  - 2 bronzi (trampolino lungo a Oberstdorf 2021; trampolino normale a Planica 2023)

### Mondiali di volo
- 4 medaglie:
  - 1 oro (individuale a Planica 2020)
  - 2 argenti (gara a squadre a Planica 2020; gara a squadre a Vikersund 2022)
  - 1 bronzo (gara a squadre a Tauplitz 2024)

### Mondiali juniores
- 1 medaglia:
  - 1 bronzo (gara a squadre a Liberec 2013)

### Coppa del Mondo
- Miglior piazzamento in classifica generale: 2º nel 2020 e nel 2022
- Vincitore della Coppa del Mondo di volo nel 2021
- 66 podi (41 individuali, 25 a squadre):
  - 21 vittorie (15 individuali, 6 a squadre)
  - 25 secondi posti (13 individuali, 12 a squadre)
  - 20 terzi posti (13 individuali, 7 a squadre)

#### Coppa del Mondo - vittorie
| Data             | Località         | Nazione   | Trampolino                                                                        |
| ---------------- | ---------------- | --------- | --------------------------------------------------------------------------------- |
| 3 marzo 2018     | Lahti            | Finlandia | Salpausselkä HS130 (con Markus Eisenbichler, Richard Freitag e Andreas Wellinger) |
| 15 dicembre 2018 | Engelberg        | Svizzera  | Gross-Titlis-Schanze HS140                                                        |
| 19 gennaio 2019  | Zakopane         | Polonia   | Wielka Krokiew HS134 (con Markus Eisenbichler, David Siegel e Stephan Leyhe)      |
| 16 febbraio 2019 | Willingen        | Germania  | Mühlenkopf HS145                                                                  |
| 11 gennaio 2020  | Val di Fiemme    | Italia    | Giuseppe Dal Ben HS104                                                            |
| 12 gennaio 2020  | Val di Fiemme    | Italia    | Giuseppe Dal Ben HS104                                                            |
| 25 gennaio 2020  | Zakopane         | Polonia   | Wielka Krokiew HS140 (con Constantin Schmid, Markus Eisenbichler e Stephan Leyhe) |
| 21 febbraio 2020 | Râșnov           | Romania   | Valea Cărbunării HS97                                                             |
| 29 febbraio 2020 | Lahti            | Finlandia | Salpausselkä HS130 (con Constantin Schmid, Pius Paschke e Stephan Leyhe)          |
| 1º marzo 2020    | Lahti            | Finlandia | Salpausselkä HS130                                                                |
| 29 dicembre 2020 | Oberstdorf       | Germania  | Schattenberg HS137                                                                |
| 26 marzo 2021    | Planica          | Slovenia  | Letalnica HS240                                                                   |
| 28 marzo 2021    | Planica          | Slovenia  | Letalnica HS240 (con Pius Paschke, Constantin Schmid e Markus Eisenbichler)       |
| 28 marzo 2021    | Planica          | Slovenia  | Letalnica HS240                                                                   |
| 20 novembre 2021 | Nižnij Tagil     | Russia    | Aist HS134                                                                        |
| 18 dicembre 2021 | Engelberg        | Svizzera  | Gross-Titlis-Schanze HS140                                                        |
| 22 gennaio 2022  | Titisee-Neustadt | Germania  | Hochfirst HS142                                                                   |
| 23 gennaio 2022  | Titisee-Neustadt | Germania  | Hochfirst HS142                                                                   |
| 19 febbraio 2023 | Râșnov           | Romania   | Valea Cărbunării HS97 (con Andreas Wellinger)                                     |
| 9 dicembre 2023  | Klingenthal      | Germania  | Vogtland Arena HS140                                                              |
| 10 dicembre 2023 | Klingenthal      | Germania  | Vogtland Arena HS140                                                              |

#### Torneo dei quattro trampolini
- 6 podi di tappa[2]:
  - 1 vittoria
  - 4 secondi posti
  - 1 terzo posto

### Summer Grand Prix
- Miglior piazzamento in classifica generale: 2º nel 2019
- 12 podi (7 individuali, 4 a squadre):
  - 4 vittorie (3 individuali, 1 a squadre)
  - 2 secondi posti (1 individuale, 1 a squadre)
  - 6 terzi posti (4 individuali, 2 a squadre)

#### Summer Grand Prix - vittorie
| Data              | Località     | Nazione  | Trampolino                                                          |
| ----------------- | ------------ | -------- | ------------------------------------------------------------------- |
| 22 settembre 2018 | Râșnov       | Romania  | Valea Cărbunării HS97                                               |
| 23 settembre 2018 | Râșnov       | Romania  | Valea Cărbunării HS97                                               |
| 27 luglio 2019    | Hinterzarten | Germania | Adler HS 108                                                        |
| 27 luglio 2019    | Hinterzarten | Germania | Adler HS 108 (con Juliane Seyfarth, Agnes Reisch e Richard Freitag) |